# Kafr Nan
Kafr Nan (arab. كفرنان) – miejscowość w Syrii, w muhafazie Hims. W 2004 roku liczyła 3231 mieszkańców.